# Episodi di Dept. Q - Sezione casi irrisolti
Gli episodi della serie televisiva Dept. Q - Sezione casi irrisolti (Dept. Q) sono state rese disponibili in streaming su Netflix il 29 maggio 2025 in tutti i Paesi in cui il servizio è disponibile.
| nº | Titolo originale | Titolo italiano | Pubblicazione USA | Pubblicazione Italia |
| -- | ---------------- | --------------- | ----------------- | -------------------- |
| 1  | Episode 1        | Episodio 1      | 29 maggio 2025    | 29 maggio 2025       |
| 2  | Episode 2        | Episodio 2      | 29 maggio 2025    | 29 maggio 2025       |
| 3  | Episode 3        | Episodio 3      | 29 maggio 2025    | 29 maggio 2025       |
| 4  | Episode 4        | Episodio 4      | 29 maggio 2025    | 29 maggio 2025       |
| 5  | Episode 5        | Episodio 5      | 29 maggio 2025    | 29 maggio 2025       |
| 6  | Episode 6        | Episodio 6      | 29 maggio 2025    | 29 maggio 2025       |
| 7  | Episode 7        | Episodio 7      | 29 maggio 2025    | 29 maggio 2025       |
| 8  | Episode 8        | Episodio 8      | 29 maggio 2025    | 29 maggio 2025       |
| 9  | Episode 9        | Episodio 9      | 29 maggio 2025    | 29 maggio 2025       |

## Episodio 1
- Titolo originale: Episode 1
- Diretta da: Scott Frank
- Scritta da: Chandni Lakhani e Scott Frank

### Trama
Quattro mesi fa, Leith Park - Edimburgo (Scozia). Rispondendo alla chiamata dell'agente Anderson, i DCI Carl Morck e James Hardy arrivano sulla scena di un delitto e, invece di aspettare i rinforzi, esaminano da soli la scena del delitto non notando però che l'assassino, mascherato con un passamontagna, è ancora lì e, così, il killer spara ai tre uccidendo l'agente Anderson, rendendo parzialmente paralitico Hardy e ferendo Morck.
Presente, Edimburgo (Scozia). Carl, i cui modi sgarbati e il caratteraccio sono peggiorati a seguito dell'incidente, dopo la prima seduta con la psichiatra della polizia, la Dr.ssa Rachel Irving, che rimane negativamente colpita da lui, si reca in clinica dal partner James trovandolo sempre più depresso a causa della sua condizione tanto da chiedergli di aiutarlo a porre fine alla sua vita, e poi torna casa dove si trova a gestire l'ostilità del figliastro teenager Jasper e la saccenza del suo affittuario Martin. 
 Tornato al lavoro, la Sovrintendente Capo Moira Jacobson comunica a Carl che il governo ha deciso di istituire un nuovo dipartimento di polizia, la Sezione Q, dedicato ai casi vecchi rimasti irrisolti e ha scelto proprio lui per guidarlo. Nonostante un budget sostanzioso, Carl si ritrova confinato nel seminterrato della stazione di polizia, con un assistente senza distintivo, l'ex poliziotto siriano Akram Salim, procuratogli dall'Agente Investigativo Rose Dickson, attualmente senza casi perché reduce da un esaurimento nervoso. Dato che Carl è disinteressato al lavoro è Akram a scegliere il loro primo cold case: il caso di Merritt Lingard, procuratrice scomparsa nel 2020.
Quattro anni fa, Edimburgo (Scozia). Merritt Lingard, procuratrice della Corona Britannica nel processo contro Graham Finch, un importante uomo d'affari sospettato di aver ucciso la moglie spingendola dalle scale, riceve messaggi minatori da parte di un anonimo che, però, sembra conoscerla bene. Rimasta di sasso quando la giuria assolve Finch, Merritt, sentendo l'esigenza di allontanarsi da Edimburgo, parte col fratello William, affetto da deficit cognitivo, per l'isola di Mhòr, loro terra d'origine, sparendo senza lasciare tracce durante la traversata in traghetto.
Presente, camera iperbarica. All'insaputa di tutti Merritt Lingard è viva ma rinchiusa in una camera iperbarica da un misterioso aguzzino che la tiene costantemente d'occhio.

## Episodio 2
- Titolo originale: Episode 2
- Diretta da: Scott Frank
- Scritta da: Chandni Lakhani e Scott Frank

### Trama
Quattro anni fa, Edimburgo (Scozia). Mettir va in carcere a parlare con la detenuta Kirsty Atkins che, in cambio di una riduzione di pena, è pronta a fornire informazioni importanti per il caso Finch ma la procuratrice non vuole crederle.
Presente, Edimburgo (Scozia). Dopo aver interrogato Fergus Dunbar, il DCI che si occupò della scomparsa di Merritt quattro anni fa e mise suo fratello William in stato di fermo poiché l'aveva colpita sul traghetto, e aver provato inutilmente a interrogare William a cui Fiona Wallace, la direttrice della clinica in cui è attualmente ricoverato, impedisce di ricevere visite, Carl e Akram si recano da Claire Marsh, ex badante di William e l'unica a fargli visita una volta alla settimana, la quale riferisce loro che la condizione di William è dovuta a un violento trauma cranico e che la Wallace lo tiene segregato per studiarlo e magari scrivere un libro sul suo caso.
In seguito, mentre Rose implora Moira di poter tornare operativa e la Dr.ssa Irving cerca di superare le resistenze di Carl ad affrontare i propri sentimenti sulla responsabilità nella sparatoria a Leith Park, Carl, informato che Jasper marina la scuola per stare con la fidanzatina e ricevuta la visita di Stephen Burns, superiore di Merritt, che gli dice che la donna era incapacità di coltivare rapporti personali, prova a far abbandonare i propositi suicidi a James coinvolgendolo nel caso di Merritt.
La sera, a causa della conferenza stampa in cui Carl annuncia la nascita della Sezione Q e la riapertura del caso Merritt, Carl ha un attacco di panico, William perde il controllo, scaraventa la TV dalla finestra e fugge dalla struttura addentrandosi nella foresta e gli aguzzini di Merritt non reagiscono per niente bene.
Presente, camera iperbarica. Dato che i suoi aguzzini, una donna anziana e un uomo più giovane, le hanno promesso la libertà se dirà il nome della persona per cui si trova lì, Merritt, pensando sia per Kirsty Atkins, fa il suo nome ma, sebbene la ragazza abbia effettivamente avuto un destino tragico per colpa sua, la risposta è sbagliata.

## Episodio 3
- Titolo originale: Episode 3
- Diretta da: Elisa Amoruso
- Scritta da: Chandni Lakhani e Scott Frank

### Trama
Innis Mhór (Scozia). Mentre il commissario Cunningham spiega a Carl e Akram, arrivati col traghetto sul quale Merritt è scomparsa, che William Lingard è rimasto invalido a causa di una rapina attuata da Harry Jennings, un giovane dell'isola poi morto nel tentativo di fuggire dalla polizia col traghetto, Jamie Lingard, padre di William e Merritt, afferma di disprezzare la figlia per avergli portato via William facendosi nominare sua tutrice legale e sottraendo una collana appartenuta alla madre defunta.
Edimburgo (Scozia). Mentre Rose, visto che Moira non la appoggia, si auto-propone a Carl come rinforzo per la Sezione Q, ottenendo un giorno di prova e venendo poi accettata, quando suggerisce che il ritorno di Merritt a Innis Mhòr non fosse dovuto al desiderio di rivedere il padre, considerati i loro pessimi rapporti, bensì qualcun altro e poi scova la promettente pista del boobrie, creatura mitologica scozzese, William recupera i suoi disegni dalla casa in cui abitava con Merritt ma viene cacciato dagli occupanti abusivi, i quali, successivamente interrogati con la forza da Akram, confermano che William è passato da lì; è così che i due trovato William e portatolo da Claire, riescono a interpretare dai suoi disegni che aveva visto un uomo col cappello col simbolo di un volatile sia a casa sua che sul traghetto. Infine Carl, in barba agli ordini contrari di Moira, manda Akram e Rose a Innis Mhór per provare a fare breccia nel commissario Cunningham.
Presente, camera iperbarica. Mentre i suoi aguzzini la torturano modificano la pressione dell'aria e sparando musica ad alto volume, Merritt trova inciso sulle pareti della camera la frase: «L. H. Dove sei?».

## Episodio 4
- Titolo originale: Episode 4
- Diretta da: Elisa Amoruso
- Scritta da: Stephen Greenhorn e Scott Frank

### Trama
Presente, Innis Mhór (Scozia). Rose, scoperto da Cunningham che Merritt, dopo una prima fuga, era tornata sull'isola per partecipare al funerale di Harry Jennings, il teppistello colpevole dell'aggressione al fratello, si fa accompagnare da Colin, agente figlio del commissario, a parlare con Elsa, la madre di Harry, ma dell'anziana donna, che vive in una fabbrica di rifiuti tossici abbandonata, non c'è traccia.
Presente, Edimburgo (Scozia). Mentre Carl, ricevuta la visita della ex moglie Victoria, che gli ha affidato il figlio perché lei viaggia molto in quanto hostess, di essere più comprensivo con Jasper e rimproverato al DCI Logan Bruce gli scarsi progressi fatti su Leith Park, interroga Sabrine Perera, ex assistente di Merritt, su uno spasimante che si firmava "S" scoprendo invece che aveva avuto una relazione col collega procuratore Liam Burns. Saputo da Liam che Merritt usava il falso nome di Laila Graham - nome della madre da nubile - per registrarsi negli alberghi, il team, ottenuta la lista delle sue presenze in albergo, scoprendo che quasi tutte erano firmate da Liam tranne l'ultima che recava la firma di un certo Sam Haigh, il famoso "S".
Quattro anni fa. Dovendo tornare ad Innis Mhór per un po', Merritt mette fine alla relazione con Sam Haigh ma, sul traghetto col fratello, viene attirata da una donna e tramortita da un uomo che la rapiscono e la imprigionano in una camera iperbarica. La sua prima ipotesi di Merritt sulla persona a cui ha fatto un torto è proprio Sam, ma i suoi rapitori dichiarano che, sebbene sia responsabile della sua morte, non è la risposta corretta.

## Episodio 5
- Titolo originale: Episode 5
- Diretta da: Elisa Amoruso
- Scritta da: Stephen Greenhorn e Scott Frank

### Trama
Presente, Edimburgo (Scozia). Mentre Carl e Akram, indagando sulle circostanze della morte di Sam Haig, avvenuta durante un'arrampicata in solitario, si convincono che l'uomo, essendo giornalista, volesse intervistarla sul passato di cui non vuole mai parlato, e James, oltre a capire che la creatura disegnata da William non è il leggendario boobrie bensì un cormorano, ipotizza che dietro la scomparsa di Merritt ci sia un movente economico, poiché la donna attingeva al fondo fiduciario materno ora passato, quale tutrice legale di William, alla Wallace; è così che Carl, dopo aver accusato la Wallace di circonvenzione di incapace, porta via William dalla clinica e lo affida a Claire, Rose, accortasi che Merritt era andata in una lavanderia nuova e fuori mano una settimana prima di scomparire, ci si reca e scopre che la proprietaria è la madre di Kirsty Atkins, una giovane carcerata quasi uccisa dopo averle detto di aver conosciuto la moglie di Graham Finch in un centro antiviolenza.
Quattro anni fa, Edimburgo (Scozia). Dato che Burns ha impedito a Merritt di far testimoniare Kirsty non ritenendola una testimone attendibile, la ragazza viene quasi uccisa in carcere così Merritt, sentendosi in colpa, va a trovarla nell'ospedale penitenziario ma, non avendo il coraggio di parlarle, si decide parlare con Sam.

## Episodio 6
- Titolo originale: Episode 6
- Diretta da: Scott Frank
- Scritta da: Colette Kane e Scott Frank

### Trama
Quattro anni fa, Edimburgo (Scozia). Merritt inizia a vedersi assiduamente in albergo con Sam che è interessato, non tanto al caso Finch, ma sulla corruzione all'interno del Crown Office. 
Presente, Edimburgo (Scozia). Quando Dunbar viene aggredito e Jasper viene minacciato, Carl, dopo aver picchiato a sangue l'uomo che ha importunato il figliastro davanti a una folla che lo riprende col cellulare, si convince di essere sulla pista giusta e, grazie al video caricato su internet, Rose rintraccia il proprietario dell'auto su cui il molestatore è fuggito e, grazie da Akram, l'uomo rivela di lavorare per una ditta di trasporti controllata dalla società di Graham Finch.
Inoltre, mentre James scopre che Julia Montgomery, la figlia di Burns, aveva investito un uomo per evitare un'automobile sulla corsia opposta e ipotizza che la ragazza sia stata fatta uscire di strada apposta per poter corrompere il padre, Carl, chiamato a identificare l'assassino di Leith Park, oltre a indicare un uomo che, una volta toltosi il passamontagna, si rende conto non essere lui, inizia a interrogarsi sul comportamento di Anderson sulla scena, giacché l'agente commettendo errori procedurali anomali per "la migliore recluta del suo corso".
Presente, camera iperbarica. Merritt capisce come disattivare i sensori nella camera iperbarica.

## Episodio 7
- Titolo originale: Episode 7
- Diretta da: Scott Frank
- Scritta da: Colette Kane e Scott Frank

### Trama
Presente, Edimburgo (Scozia). Mentre Carl riceve dal giornalista Dennis Piper un filmato di un adolescente Sam Haigh registrato in un riformatorio in cui era finito per aver quasi cavato un occhio a un uomo che sosteneva lo fissasse in continuazione, Rose, dopo aver ripercorso con James il giorno del ritrovamento del cadavere di Sam, si reca sul luogo dell'arrampicata e incontra il suo amico di arrampicate Paul Evans che, inavvertitamente, le confessa di sapere che, la notte prima della morte di Sam, l'amico era stato a letto con sua moglie Chloe. 
Presente, camera iperbarica. Approfittando della pinza datole per togliersi un dente che le faceva male, Merritt manomette ancora di più il portello usato per passarle il cibo, così, quando l'anziana aguzzina lo apre viene investita da una ventata d'aria compressa che la travolge facendole perdere i sensi; Merritt si trascina fuori dalla camera e chiama il 999 dal cellulare della donna ma non fa in tempo a dir nulla all'operatore che l'aguzzino col berretto la colpisce violentemente alla faccia facendola svenire.

## Episodio 8
- Titolo originale: Episode 8
- Diretta da: Scott Frank
- Scritta da: Scott Frank

### Trama
Passato, Inis Mór (Irlanda). L'adolescente Merritt dice al fidanzatino Harry c Jennings he vorrebbe scappare vendendo un gioiello della madre per mantenersi in città ma quando Harry si offre di commettere il furto al suo posto, Merritt gli disse di non farlo.
Presente, Edimburgo (Scozia). Mentre Carl continua a sognare le vittime dei suoi casi che gli ricordano quanto non sia stato capace di aiutarle, il team rivalutando come faceva Sam Haigs ad essere contemporaneamente in un hotel con Chloe Evans e in un altro con Merritt arrivando alla conclusione che si deve trattare di due persone diverse. Quando poi scoprono che il ragazzo che Sam aveva picchiato in riformatorio perché lo seguiva di continuo era Lyle Jennings, tutto quadra.
Presente, camera iperbarica. Mentre l'aguzzino, riportata Merritt nella camera iperbarica, suggerisce che potrebbero lasciarla andare visto che, in quattro anni, non ha capito per quale motivo sia lì, l'aguzzina anziana è determinata a ucciderla per trovare pace. È così che l'uomo, restituitale la collana della madre che le aveva strappato, tenta di far capire a Merritt il motivo del suo sequestro prima che l'anziana la uccida ed è così che Merritt, finalmente, capisce che la chiave dell'enigma è Harry Jennings e che i suoi aguzzini sono sua madre Elsa e suo fratello Lyle. Merritt non ha alcuna intenzione però di scusarsi per la morte di quello che ha reso disabile il fratello così Lyle si fa vedere e lei capisce che aveva impersonato il ruolo di Sam Heigh per attirarla in una trappola.

## Episodio 9
- Titolo originale: Episode 9
- Diretta da: Scott Frank
- Scritta da: Scott Frank

### Trama
In una registrazione della comunità di recupero, l'adolescente Lyle raccontava che la madre lo puniva rinchiudendolo nella camera iperbarica, dove continuava a vedere Harry anche se era morto. Grazie alla chiamata di emergenza di Merritt partita dal cellulare di Elsa, Cunningham scopre la presenza della ragazza nella camera iperbarica, assumendo però una reazione del tutto inattesa. Infatti, il poliziotto è in combutta con Lyle, il quale avrebbe dovuto uccidere Merritt sul traghetto e non tenerla in vita per ben quattro anni. Lyle uccide Cunningham per "proteggere" Merritt, volendo essere lui ed Elsa a darle il colpo di grazia. In passato, Lyle ha ucciso anche il vero Sam Haigh, un compagno della comunità di recupero, per assumerne l'identità.
Carl e la squadra fugano gli ultimi dubbi sulla vicenda, ottenendo conferma da William che è stato Lyle a ridurlo alla disabilità per difendere Harry il giorno in cui sarebbe dovuto scappare con Merritt. Mentre si stanno recando a Innis Mhòr, Carl scopre che la moglie di Akram era un medico ed è morta per aver operato la persona sbagliata, con il collega costretto a crescere da solo le figlie adolescenti. Rose e James rintracciano la società di perforazioni subacquee dei Lyle, il cui logo è un cormorano. Dopo aver rinvenuto il cadavere di Cunningham, Carl e Akram trovano la camera iperbarica in cui è rinchiusa Merritt, senza sapere in che modo aprirla senza ucciderla.
Lyle spara con il fucile a Carl, colpendolo alla spalla, e Akram accoltella l'uomo, uccidendolo con una coltellata alla carotide. Un'unità di soccorso della marina estrae Merritt dalla camera senza conseguenze, mentre Elsa si toglie la vita per scampare alle sue responsabilità. Rincasato, Carl resta spiazzato nel trovare Irving seduta al tavolo con Martin e Jasper. Tre mesi dopo, Carl ricatta Burns per ottenere il raddoppio del budget a disposizione della Sezione Q, una nuova macchina e la promozione di Akram a poliziotto. Merritt ha deciso di tornare a Innis Mhòr con William per provare a ricucire i rapporti con il padre. James, che adesso si sposta con le stampelle, si unisce ufficialmente alla Sezione Q nel seminterrato.